# 多米諾 (漫威漫畫)
多米諾（英語：Domino），本名妮娜·舒曼（Neena Thurman），是一名在漫威漫畫中出現的虛構超級英雄，由作家法比安·尼謝薩和羅布·李斐德所創作。多米諾於《X特攻隊》#8中首次登場。

## 人物
妮娜·舒曼原本是政府為了開發出完美的武器的絕密培育計劃實驗品，亦是唯一生存的測試對象，但她的「運氣」能力卻令她被視為失敗品。妮娜的親生母親帶她脫離計劃後離開了她，妮娜與父親一同在芝加哥聖心堂生活。長大後的妮娜離開了教堂，成為了一名僱傭兵。

## 其他媒體

### 電視
- 《X戰警》：由珍妮弗·戴爾（英语：Jennifer Dale）配音[1]。
- 《金鋼狼與X戰警（英语：Wolverine and the X-Men (TV series)）》：由楊時賢配音[2]。

### 電影
- X戰警電影系列
  - 《死侍2》（2018年），由薩琪·畢茲飾演[3]。

### 遊戲
- 《終極漫威英雄VS卡普空3（英语：Ultimate Marvel vs. Capcom 3）》
- 《死侍（英语：Deadpool (video_game)）》[4]
- 《漫威英雄 Online》：玩家創角時可選擇多米諾為遊戲角色，或另付費購買。由凡妮莎·馬歇爾（英语：Vanessa Marshall）配音[5]。
- 《Marvel：復仇者聯盟（英语：Marvel: Avengers Alliance）》：電子遊戲。
- 《漫威：未來之戰》：手機遊戲，多米諾是玩家可使用角色之一。

## 外部連結
- Domino （页面存档备份，存于） 漫畫書數據庫
- Domino （页面存档备份，存于） 超級英雄數據庫
- Marvel Comics Database: Domino （页面存档备份，存于）